# Pleopeltis complanata
Pleopeltis complanata là một loài thực vật có mạch trong họ Polypodiaceae. Loài này được (Weath.) E.G.A. Hooper miêu tả khoa học đầu tiên năm 1995.